# O’Kane Canyon
Der O’Kane Canyon (englisch) ist eine tief eingeschnittene Schlucht westlich oberhalb des O’Kane-Gletschers im ostantarktischen Viktorialand. Er liegt zwischen Mount Baxter und dem Eskimo Point auf der Ostseite der Eisenhower Range.
Die Südgruppe der von 1962 bis 1963 dauernden Kampagne im Rahmen der New Zealand Geological Survey Antarctic Expedition benannten ihn nach dem neuseeländischen Fotografen H. D. O’Kane, der von 1961 bis 1962 auf der Scott Base stationiert war und an mehreren Aufklärungsflügen zur Erstellung von Luftaufnahmen dieses Gebiets teilnahm.